# 塞萨尔·米尔斯坦
塞萨尔·米尔斯坦 CH, FRS（英語：César Milstein，1927年10月8日—2002年3月24日），英國生物化學家，於1984年因发明生产单克隆抗体的杂交瘤技术與尼爾斯·傑尼及喬治斯·克勒共同獲得諾貝爾生理學或醫學獎。

## 生平
他出生於阿根廷布蘭卡港的一个乌克兰犹太人移民家庭，小时候受雷文霍克、路易·巴斯德等微生物猎人影响较大。他曾就读于布宜诺斯艾利斯大学，获生物化学博士学位，后拿到英国文化委员会奖学金，前往英国进修，于剑桥大学达尔文学院在马尔科姆·迪克逊手下又获得一个博士学位。他持有阿根廷和英国双国籍。
他在1961年回国，但两年后由于阿根廷发生政变，他辞职回到剑桥，进入英國醫學研究委員會的分子生物学实验室工作，1975年当选皇家学会成员。他的学术生涯基本一直在剑桥度过。2002年3月24日，他因多年的心脏宿疾在剑桥去世。

## 外部連結
- César Milstein biography （页面存档备份，存于） at the Nobel Foundation
- The Official Site of Louisa Gross Horwitz Prize （页面存档备份，存于）